# Herrainsaaret
Herrainsaaret är öar i Finland. Den ligger i sjön Palovesi och Jäminginselkä och i kommunen Ruovesi i den ekonomiska regionen  Övre Birkalands ekonomiska region och landskapet Birkaland, i den södra delen av landet, 190 km norr om huvudstaden Helsingfors. I ögruppen ingår Ristisaari, Vehmassaari och Pimeäsaari.